# مسئله سه جسم (مجموعه تلویزیونی)
مسئله سه جسم (انگلیسی: 3 Body Problem) مجموعه تلویزیونی علمی تخیلی آمریکایی است که به‌دست دیوید بنیاف، دی. بی. وایس و الکساندر وو بر اساس رمان چینی به همین نام اثر لیو سیشین ساخته شده است. پس از مجموعهٔ تلویزیونی چینی ۲۰۲۳، این دومین اقتباس لایو-اکشن از این رمان به‌شمار می‌رود. این مجموعه در ۲۱ مارس ۲۰۲۴ در نتفلیکس به نمایش درآمد.

## فرضیه
اخترفیزیک‌دانی به‌نام یه ونجی پدرش را می‌بیند که در جریان انقلاب فرهنگی چین تا حد مرگ کتک خورده است. او به دلیل سوابق علمی‌اش توسط ارتش استخدام می‌شود و به یک پایگاه راداری مخفی در منطقه‌ای دورافتاده فرستاده می‌شود. تصمیم سرنوشت‌ساز او در پایگاه، در فضا و زمان برای گروهی از دانشمندان امروزی تکرار می‌شود و آن‌ها را مجبور می‌کند با بزرگ‌ترین تهدید بشریت روبرو شوند.

## بازیگران و شخصیت‌ها

### اصلی
- جوان آدپو در نقش سائول دوراند، بر اساس شخصیت لو جی
- جان بردلی در نقش جک رونی
- روزالیند چائو در نقش یه ونجی بزرگسال
- لیام کانینگهام در نقش توماس وید
- ایزا گونزالس در نقش آگوستینا «آگی» سالازار، بر اساس شخصیت وانگ میائو
- جس هونگ در نقش جین چنگ، بر اساس شخصیت چنگ شین
- مارلو کلی در نقش تاتیانا هاس
- الکس شارپ در نقش ویل داونینگ، بر اساس شخصیت یون تیانمینگ
- سی شیموکا در نقش سوفون
- زین تسنگ در نقش یه ونجی نوجوان
- سامر عثمانی در نقش پریثویراج «راج» وارما
- بندیکت وانگ در نقش کلارنس شی، بر اساس شخصیت شی کیانگ/دا شی[۱]
- جاناتان پرایس در نقش مایک ایوانز

### تکرارکننده
- ایو ریدلی در نقش ورا یه جوان
- بن سچنتزر در نقش مایک ایوانز جوان
- ودت لیم در نقش ورا یه
- جیسون فوربس
- استیسی آبالگون[۲]
- ادموند کینگزلی
- مارک گیتیس در نقش آیزاک نیوتن
- جیم هویک
- آدریان ادمونسون در نقش دنیس پورلوک

## تولید
در سپتامبر ۲۰۲۰ اعلام شد که دیوید بنیاف و دی. بی. وایس در حال ساخت اقتباسی تلویزیونی از رمان مسئله سه جسم در نتفلیکس بودند و الکساندر وو در کنار آن‌ها در نویسندگی آن همکاری می‌کرد.
در آگوست ۲۰۲۱، ایزا گونزالس برای پیوستن به بازیگران وارد مذاکره شد. در همان ماه، درک تسانگ برای کارگردانی قسمت آزمایشی استخدام شد. گونزالس تا اکتبر همان اکتبر با بازیگران دیگری از جمله بندیکت وونگ، تسای چین، جان بردلی، لیام کانینگهام و جووان آدپو به بازیگران پیوست. در ژوئن ۲۰۲۲، جاناتان پرایس، روزالیند چائو، بن اشنتزر و ایو ریدلی به بازیگران اضافه شدند.
تولید این مجموعه در ۸ نوامبر ۲۰۲۱ آغاز شد و تصویربرداری اصلی آن در بریتانیا انجام شد.
در رویدادی از نتفلیکس در سال ۲۰۲۲، الکساندر وو، دیوید بنیاف و دی.بی. وایس اعلام کردند که تولید فصل نخست به پایان رسیده است.

## پخش
این مجموعه در ۲۱ مارس ۲۰۲۴ منتشر شد. پادکست همراهی نیز به میزبانی جیسون کانسپسیون و مگی آدرین-پوکاک در کنار آن اعلام شد.
در ۱۰ ژانویه ۲۰۲۴، جشنواره فیلم و تلویزیون SXSW مسئله سه جسم را به‌عنوان نخستین نمایش تلویزیونی شب افتتاحیهٔ مراسم اعلام کرد.

## بازخورد
در وبگاه گردآورنده نقد و بررسی راتن تومیتوز، این مجموعه بر اساس نظر ۹۰ منتقد، امتیاز تأییدی ۷۸٪ را دریافت کرده است. اجماع منتقدان این وب‌سایت می‌گوید: «فصل نخست مسئله سه جسم به منبع اصلی جاه‌طلبانه آن با ذوق و شوق چشمگیر می‌پردازد، و آغاز استواری را به اثبات می‌رساند که باید طرفداران علمی تخیلی را مشتاق فصل‌های بیشتر کند.» این مجموعه متاکریتیک بر اساس نظر ۳۹ منتقد، امتیاز ۷۰ از ۱۰۰ را به خود اختصاص داد که نشان‌دهنده «بررسی‌های عموماً مطلوب» است.

## آینده
اگرچه فصل دوم تا ۲۲ مارس ۲۰۲۴ هنوز تأیید نشده است، اما برنامه این است همهٔ سه‌گانه — که احتمالاً فراتر از سه فصل است — اقتباس شود.